# Agustín Alejandro Destribats
Agustín Alejandro Destribats (n. Bialet Massé, 30 de octubre de 1997), conocido como El Titán o El Titán Colosal, es un luchador argentino medalla de oro en 58 kg (kilogramos) lucha grecorromana y 63 kg en Lucha Olímpica en los Juegos Suramericanos de la Juventud de 2013, cuatro veces campeón panamericano y dos veces medalla de bronce en el Campeonato Panamericano de Lucha.

## Trayectoria
Comenzó a practicar lucha a los 9 años. Empezó en su club atraído por el boxeo pero se inclinó por la lucha. Luego de salir campeón en un Nacional en Córdoba, continuó su carrera. Está becado por el Ente Nacional de Alto Rendimiento Deportivo, la Secretaría de Deportes y la de Córdoba.
En 2013, ganó la medalla de oro Sudamericana. El año siguiente se consagró campeón panamericano de cadete y campeón argentino de cadete y juvenil. Alcanzó el cuarto puesto en los Juegos Olímpicos de la Juventud de Nankín 2014. En marzo de 2016, llegó a ser semifinalista en el preolímpico de Frisco, Dallas (Texas). En 2017, obtuvo la medalla de oro en los 60 kg (kilogramos) de lucha Grecorromana y de lucha Libre en el Panamericano Junior de Lucha, en Perú. Ese mismo año, finalizó en séptimo lugar en el Abierto Internacional de París. En 2018, participó en los XI Juegos Suramericanos de 2018 y ganó la medalla de plata en la categoría libre hasta 65 kg.
En marzo de 2020, clasificó a los Juegos Olímpicos de Tokio 2020.
En Santiago de Chile obtuvo la medalla de bronce en los Juegos Panamericanos de 2023.

## Premios
- Olimpia de Plata (2022)[9]

- Olimpia de Plata (2024)[10]